# Yann Arthus-Bertrand
Yann Arthus-Bertrand (París, 1946) és un ecologista, divulgador científic, fotògraf i director de documentals que presideix la fundació GoodPlanet.
El seu llibre La Terra vista des del cel (1999), que va donar lloc a un documental del mateix nom el 2004, és un supervendes mundial.
La Generalitat de Catalunya li va encomanar un documental i un llibre de cent cinquanta fotografies sobre Catalunya, Catalunya vista des del cel, per a ser usat com a promoció turística del país.